# Liste der chinesischen Botschafter in Kuba
Die Botschaft der Volksrepublik China befindet sich in der 13. Calle n° 551, zwischen der Calle C und D, Vedado, Havanna.
| Ernannt       | Ankunft       | Name              | Hochchinesisch | Bemerkung | ernannt während der Regierung von | akkreditiert bei             | Posten verlassen |
| ------------- | ------------- | ----------------- | -------------- | --- | --------------------------------- | ---------------------------- | ---------------- |
| Aug. 1879     |               | Liu Liang Yuan    | 刘亮沅         | Konsul | Cixi                              | Manuel de Jesús Calvar       | Apr. 1886        |
| Apr. 1886     |               | Chen Shanyan      | 陈善言         | Konsul († 1905) absolvierte St. Pauls College. | Cixi                              | Manuel de Jesús Calvar       | Nov. 1889        |
| 1893          |               | Tan Qianchu       | 谭乾初         | Konsul | Cixi                              | Manuel de Jesús Calvar       | Dez. 1896        |
| Dez. 1896     |               | Yúsī Yi           | 余思诒         | Konsul | Cixi                              | Salvador Cisneros Betancourt | 1899             |
| 1899          |               | Lirong Yao        | 黎荣耀         | Konsul | Cixi                              | Bartolomé Masó               | März 1900        |
| März 1900     |               | Zhang Yin Tong    | 张荫桐         | Konsul (* Havanna) | Cixi                              | Bartolomé Masó               | Jan. 1903        |
| 1902          |               | Chao Tze Chi      |                | Geschäftsträger | Cixi                              | Tomás Estrada Palma          |                  |
| 29. Aug. 1902 | 26. Juli 1902 | Liang Chen        | 梁诚           | Gesandter zweiter Klasse, Amtssitz in Washington, D.C. | Cixi                              | Tomás Estrada Palma          | 3. Juli 1907     |
| 23. Sep. 1907 |               | Wu Tingfang       | 伍廷芳         | | Cixi                              | Tomás Estrada Palma          | 17. Dez. 1909    |
| 12. Aug. 1909 | 27. Juni 1909 | Chun Wen Pong     | 张荫棠         | (* 1864; † 7. Juli 1937) zeitgleich Gesandter in Washington, D.C., Mexiko-Stadt und Lima. | Puyi                              | José Miguel Gómez            | 1911             |
| 1910          |               | Ou Sho Tchun      |                | Geschäftsträger | Puyi                              | José Miguel Gómez            |                  |
| 25. Okt. 1911 | 4. Sep. 1913  | Alfred Sao-ke Sze | 施肇基         | | Puyi                              | José Miguel Gómez            | 1912             |
| 27. Dez. 1912 |               | Yintang           | 张荫棠         | (* 1864; † 7. Juli 1937) zeitgleich Gesandter in Washington, D.C., der letzte Botschafter der Ming-Dynastie wurde am 27. Dezember 1912 zum ersten Botschafter der Republik China ernannt.                                                                     | Zhao Bingjun                      | José Miguel Gómez            | 21. Juni 1913    |
| 1913          |               | Lynn Tong Shi     |                | Geschäftsträger | Xiong Xiling                      | Mario García Menocal         |                  |
| 21. Dez. 1913 | 24. Nov. 1914 | Kai Fu Shah       | 夏偕復         | | Xiong Xiling                      | Mario García Menocal         | 25. Okt. 1915    |
| 25. Okt. 1915 |               | Wellington Koo    | 顾维钧         | Sitz in Washington, D. C. war auch zum Ministre plénipotentiaire in Kuba ernannt, wo er aber nicht war. | Lou Tseng-Tsiang                  | Mario García Menocal         | 29. Sep. 1920    |
| 1918          |               | Sum Szee See      |                | Geschäftsträger | Qian Nengxun                      | Mario García Menocal         |                  |
| 1920          |               | Ouketsao          |                | Geschäftsträger | Sa Zhenbing                       | Mario García Menocal         |                  |
| 11. Sep. 1920 |               | Wang Zeng         | 王继曾         | Ministre plénipotentiaire Sitz in Mexiko-Stadt | Sa Zhenbing                       | Mario García Menocal         | 12. Aug. 1921    |
| 14. Aug. 1921 | 6. Jan. 1922  | Philip K. C. Tyau | 刁作谦         | (* 14. November 1880 in Chengzhang; † 1. Dezember 1974) Fotografie aus Saishin Shina yōjin den | Yan Huiqing                       | Alfredo Zayas y Alfonso      | 14. Feb. 1926    |
| 14. Feb. 1926 | 3. Mai 1926   | Liao Ngantow      | 廖恩燾         | Ministre plénipotentiaire (* 1864; † 1954 in Hongkong) auch in Panama-Stadt akkreditiert. | Du Xigui                          | Gerardo Machado              | 3. Okt. 1929     |
| 11. Nov. 1929 | 1. Feb. 1930  | Ling Bing         | 凌冰           | | Tan Yankai                        | Gerardo Machado              | 28. Dez. 1934    |
| 1935          |               | Yonyor C. Liao    |                | Geschäftsträger | Chiang Kai-shek                   | José Agripino Barnet         |                  |
| 1935          |               | Tchou Che Tsien   |                | Geschäftsträger | Chiang Kai-shek                   | José Agripino Barnet         |                  |
| 27. Apr. 1935 | 1. Sep. 1935  | Chang Wai Jung    | 张惠长         | | Chiang Kai-shek                   | José Agripino Barnet         | 31. Mai 1937     |
| 1937          |               | Tchou Che Tsien   |                | Geschäftsträger | Chiang Kai-shek                   | Federico Laredo Bru          |                  |
| 8. Mai 1939   | 29. Aug. 1939 | Ti Tsun Li        | 李迪俊         | (* 1901 in Hwangmey Hubei) Ministre plénipotentiaire auch in Caracas akkreditiert. | H. H. Kung                        | Federico Laredo Bru          | 31. Dez. 1946    |
| 31. Dez. 1946 | 28. Apr. 1947 | Mui King Chau     | 梅景周         | Ministre plénipotentiaire, auch für Caracas ernannt, wo er nie akkreditiert wurde. (* 25. September 1896 Taishan (Jiangmen)). Während des Angriffs auf Pearl Harbor Generalkonsul in Honolulu. 1954: Oahu Assistant Vice-President, Liberty Bank of Honolulu. | Chiang Kai-shek                   | Ramón Grau San Martín        | 1. März 1950     |
| 1. März 1950  |               | Shen Chin Ting    | 沈觐鼎         | Ministre plénipotentiaire | Chen Cheng                        | Carlos Prío Socarrás         | 1. Mai 1951      |
| 1. Apr. 1951  |               | Tan Pau Tuan      | 譚葆端         | Ministre plénipotentiaire | Chen Cheng                        | Carlos Prío Socarrás         | 1. Jan. 1957     |
| 1. Jan. 1957  |               | LinYu Wan         | 刘驭万         | Am 23. August 1957 wurde die Gesandtschaft zur Botschaft aufgewertet und zum Botschafter ernannt. | Yu Hung-Chun                      | Fulgencio Batista            | Sep. 1960        |
| Dez. 1960     |               | Shen Jian         | 申健           | Am 3. September 1960 nahmen die kubanische und die Regierung der Volksrepublik China diplomatische Beziehungen auf. 1980–1984: Botschafter in Neu-Delhi | Zhou Enlai                        | Osvaldo Dorticós Torrado     | Jan. 1964        |
| Mai 1964      |               | Wang Youping      | 王幼平         | 1950–1954: Botschafter in Bukarest, 1955–1958: Botschafter in Oslo, 1958–1962: Botschafter in Phnom Penh, 1969–1974 Botschafter in Hanoi, 1975–1977: Botschafter in Kuala Lumpur, 1977–1979: Botschafter in Moskau                                            | Zhou Enlai                        | Osvaldo Dorticós Torrado     | Jan. 1969        |
| Dez. 1970     |               | Zhang Dequn       | 张德群         | 1975–1982: Botschafter in Brasilia | Zhou Enlai                        | Osvaldo Dorticós Torrado     | Feb. 1975        |
| Aug. 1975     |               | Li Shanyi         | 李善一         | 1982–1985: Botschafter in Kinshasa | Zhou Enlai                        | Osvaldo Dorticós Torrado     | Apr. 1979        |
| Aug. 1979     |               | Wang Zhanyuan     | 王占元         | 1973–1979: Botschafter in Georgetown (Guyana)1975–1979: Botschafter in Port of Spain 1993: Vilnius | Hua Guofeng                       | Fidel Castro                 | Aug. 1983        |
| Dez. 1983     |               | Wang Jin          | 王晋           | | Zhao Ziyang                       | Fidel Castro                 | Okt. 1986        |
| Nov. 1986     |               | Zhang Yongming    | 张永明         | († 3. Dezember 1986 in Havanna) | Zhao Ziyang                       | Fidel Castro                 | Dez. 1986        |
| Apr. 1987     |               | Tang Yonggui      | 汤永贵         | 1992: Botschafter in Buenos Aires | Li Peng                           | Fidel Castro                 | Aug. 1990        |
| Sep. 1990     |               | Chen Jiuchang     | 陈久长         | 1993–1996: Botschafter in Lima | Li Peng                           | Fidel Castro                 | Aug. 1993        |
| Sep. 1993     |               | Xu Yicong         | 徐贻聪         | 1991: Botschafter in Quito | Li Peng                           | Fidel Castro                 | Dez. 1995        |
| Dez. 1995     | 22. Dez. 1995 | Liu Peigen        | 刘培根         | [ 6 ] | Li Peng                           | Fidel Castro                 | Feb. 1999        |
| Feb. 1999     |               | Wang Chengjia     | 王成家         | Dezember 1995–1998 August: Botschafter in Santiago de Chile | Zhu Rongji                        | Fidel Castro                 | Juni 2001        |
| Juli 2001     |               | Wang Zhiquan      | 王治权         | | Zhu Rongji                        | Fidel Castro                 | Feb. 2004        |
| Feb. 2004     |               | Li Lianfu         | 李连甫         | Februar 2010: Botschafter in Caracas | Wen Jiabao                        | Fidel Castro                 | Okt. 2005        |
| Okt. 2005     |               | Zhao Rongxian     | 赵荣宪         | | Wen Jiabao                        | Fidel Castro                 | Dez. 2009        |
| Feb. 2010     |               | Liu Yuqin         | 刘玉琴         | September 2004 – Februar 2007: Botschafterin in Quito, März 2007 – Dezember 2009: Botschafterin in Santiago de Chile | Wen Jiabao                        | Raúl Castro                  |                  |
| 30. März 2012 |               | Zhang Tuo         |                | (* Dezember 1954 in Tianjin) 2002–2006: Botschafter in Quito, 19. Februar 2007 Botschafter in Buenos Aires | Wen Jiabao                        | Raúl Castro                  |                  |